# Wojciech Oczko

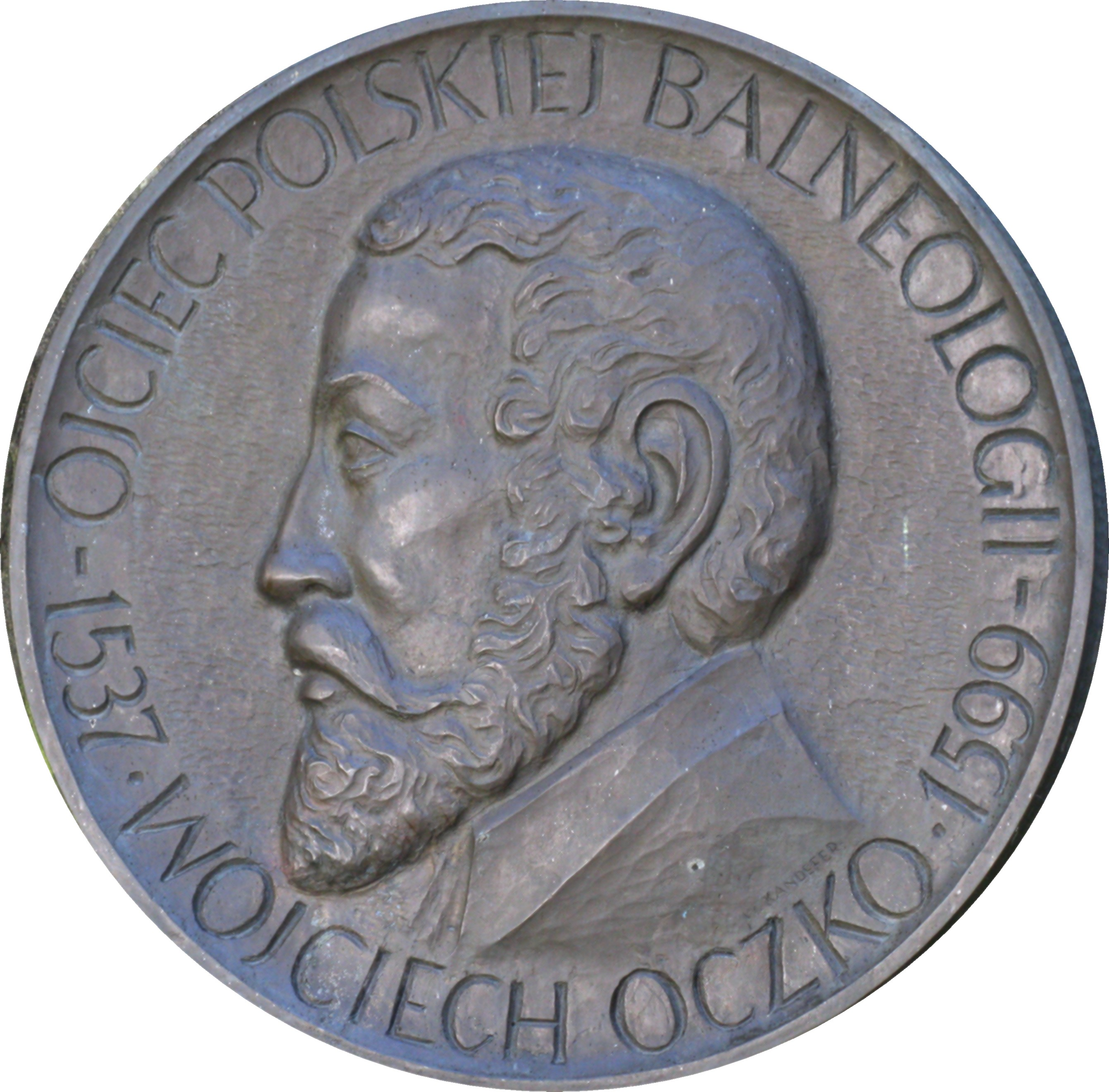
Upamiętnienia w Iwoniczu-Zdroju

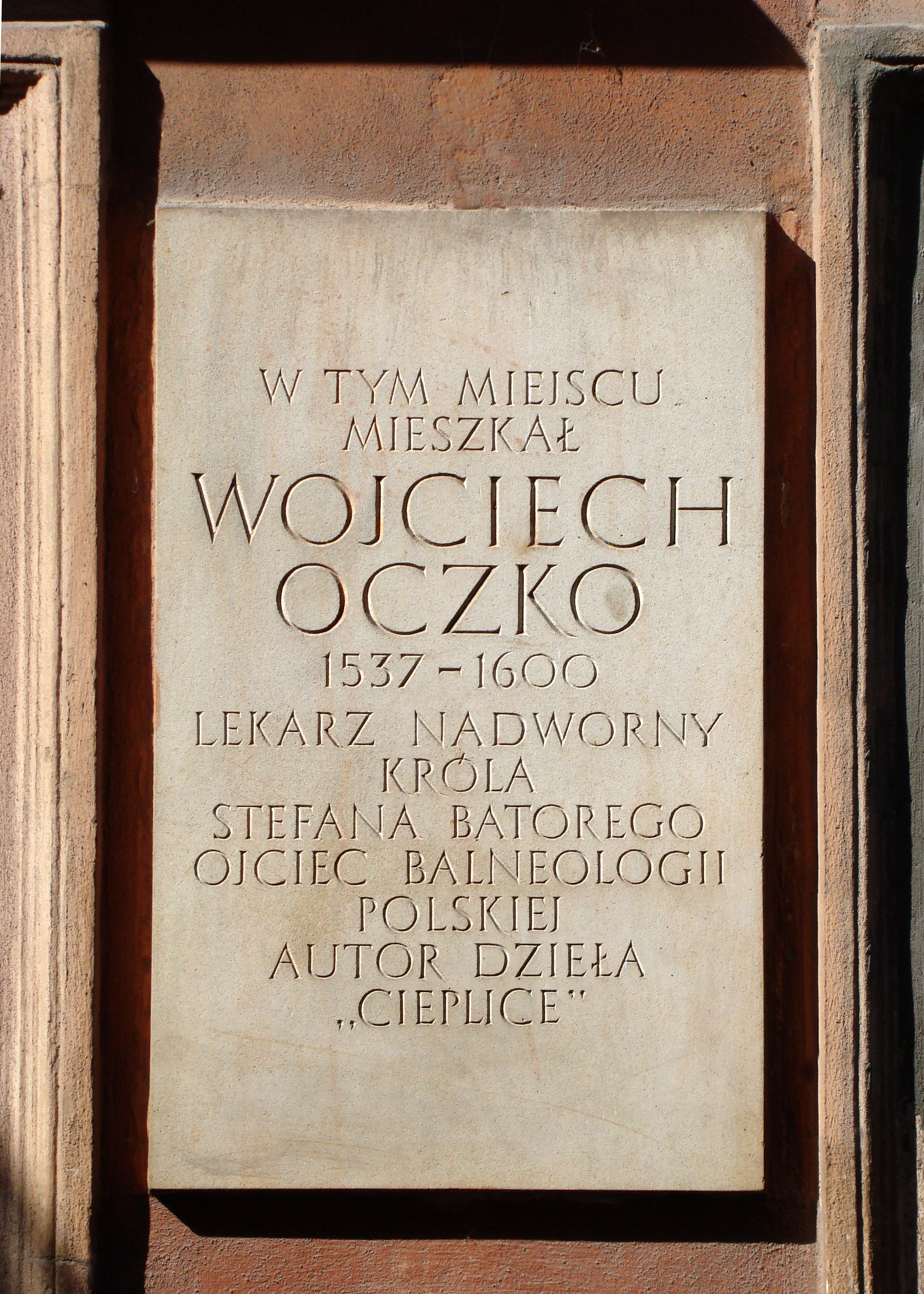
Tablica pamiątkowa przy ul. Piwnej w Warszawie

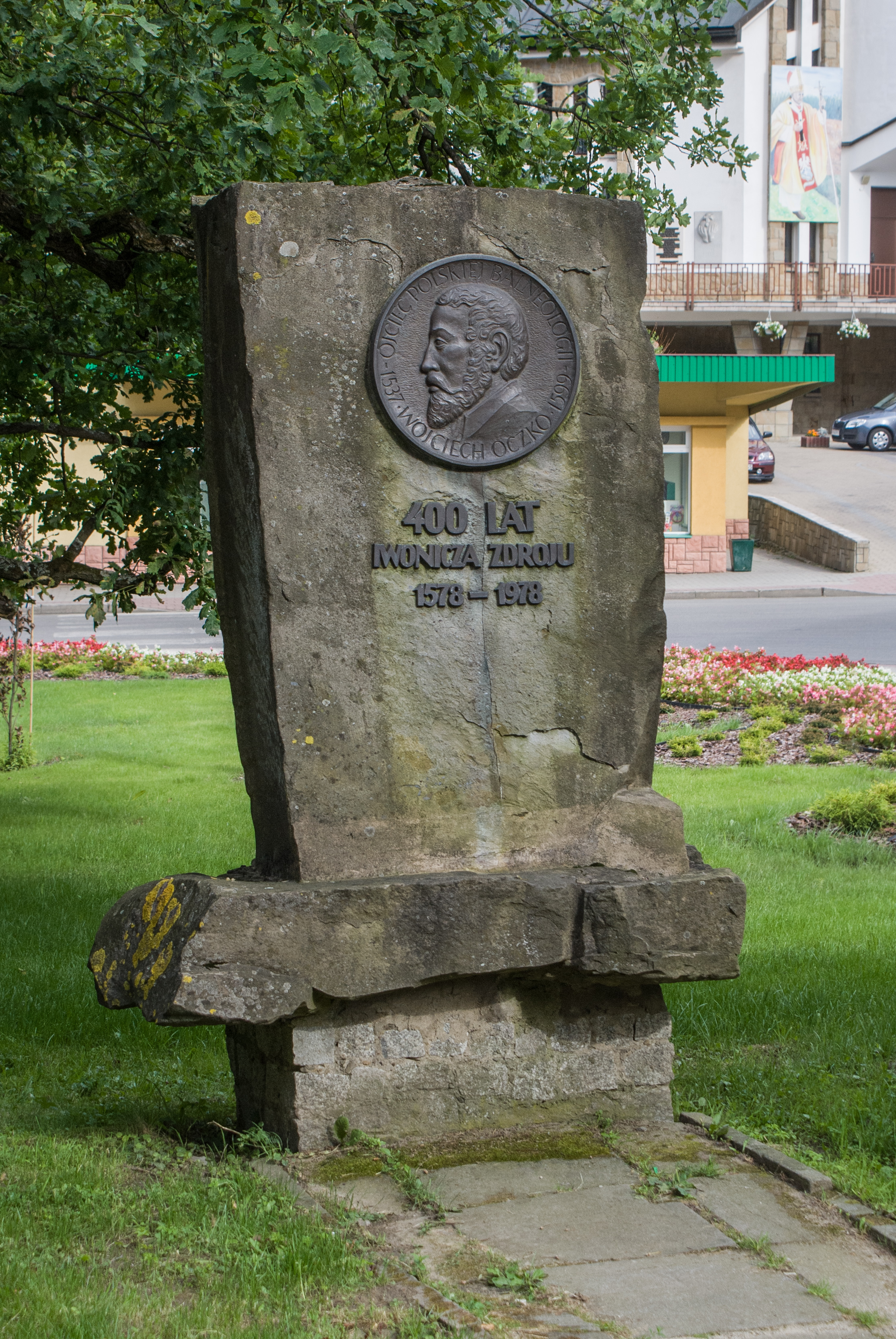
Pomnik poświęcony Wojciechowi Oczce w Iwoniczu-Zdroju

Wojciech Oczko inna forma nazwiska: Ocellus (ur. 1537 w Warszawie, zm. 26 grudnia 1599 w Lublinie) – doktor medycyny i filozofii, nadworny lekarz królów polskich: Stefana Batorego i Zygmunta III Wazy (sekretarz królewski tego pierwszego). Jeden z twórców medycyny polskiej, syfilidolog (leczenie kiły) i pisarz medyczny. Propagował uprawianie kultury fizycznej widząc w niej korzyści zarówno dla ciała, jak i dla ducha. Stryj Wincentego, kanonika gnieźnieńskiego.

## Życiorys
Jego ojcem był warszawski stelmach, Stanisław Oczko. Początkowo nauki pobierał w miejskiej i katedralnej szkole w Warszawie. W 1559 roku rozpoczął studia w Krakowie (Akademia Krakowska), a w roku 1562 otrzymał tytuł bakałarza sztuk wyzwolonych. Powróciwszy do Warszawy nauczał w szkole katedralnej. Trzy lata później (1565) wyjechał na studia na Uniwersytet Padewski i na Uniwersytet Boloński, gdzie uzyskał doktorat medycyny. Wkrótce potem zwiedził Hiszpanię i Francję (przebywając czasowo w Montpellier). W roku 1569 wrócił do Warszawy i rozpoczął praktykę medyczną w szpitalu Św. Marcina. Następnie był lekarzem biskupa krakowskiego F. Krasińskiego. W roku 1573 otrzymał w dożywotnie posiadanie, od opata hebdowskiego konwentu norbertanów, dobra Nekanowice. W latach 1576–1582 był, z przerwami, nadwornym lekarzem Stefana Batorego. W roku 1577 towarzyszył królowi w wyprawie gdańskiej. Z jego polecenia badał źródła lecznicze w Szkle i Jaworowie pod Lwowem. Następnie był lekarzem nadwornym Zygmunta III.
W 1574 ożenił się z Elżbietą Obrąpalska (wdową po Stanisławie Obrąpalskim), a w 1596 z Jadwigą Umięcką. Z małżeństw nie miał dzieci. Od 1598 roku mieszkał w Lublinie (w kamienicy Jana Kupcowicza, obecnie Rynek 7), gdzie zmarł rok później.
W szczególności zalecał jazdę konną, zapasy, szermierkę, piłkę i tańce. Jest autorem powiedzenia, że Ruch zastąpi prawie każdy lek, podczas gdy żaden lek nie zastąpi ruchu, które w dzisiejszych czasach, dalej bardzo popularne, przybrało postać: żaden lek nie zastąpi ruchu.
Data wydania Cieplic (1578) jest uważana m.in. za symboliczny początek uzdrowiska iwonickiego, którego wody zostały opisane w pracy. W roku 1881 wydało (wyd. jubileuszowe) Towarzystwo lekarskie w Warszawie tę pracę.

## Twórczość
Naukowiec napisał dwa fundamentalne dzieła w języku polskim, pisane w duchu nowoczesnej medycyny, z uwzględnieniem anatomii, chirurgii, dietetyki, ustanawiając wiele nowych słów polskiego nazewnictwa medycznego.

### Ważniejsze dzieła
- Cieplice (pionierskie dzieło początkujące polską balneologię, klasyfikujące wody mineralne i wodolecznicze występujące w Polsce, opisujące ich działanie oraz podające metody leczenia nimi), Kraków 1578, drukarnia Łazarzowa; przedr. E. Klink, Warszawa 1881 (razem z Przymiotem); fragmenty przedr. W. Taszycki Wybór tekstów staropolskich XVI-XVIII wieku, Lwów 1928; także wyd. 2 Warszawa 1955
- Przymiot (zawierające całokształt ówczesnej wiedzy na temat kiły), Kraków 1581; przedr. E. Klink, Warszawa 1881

### Listy i materiały
- Listy do Jacynta Młodziejowskiego, podskarbiego nadwornego, dat. 1584, ogł. w podobiźnie E. Klink przy wyd. Przymiot, Kraków 1581
- Kwity dat. 30 października 1576 (również w podobiźnie); 3 kwietnia 1581; ogł. T. Wierzbowski Materiały do dziejów piśmiennictwa polskiego, t. 1, Warszawa 1900
- Dokumenty dot. spraw majątkowych dat. 30 lipca 1573; 23 marca 1581; ogł. J. Lachs „Kronika lekarzy krakowskich do końca XVI w.”, Archiwum do Dziejów Literatury i Oświaty w Polsce, t. 12 (1910), dod. s. 173–174

## Upamiętnienia
- Jego imieniem została nazwana ulica w Warszawie-Ochocie, przy której znajdują się budynki Warszawskiego Uniwersytetu Medycznego, Szpitala Dzieciątka Jezus i Służba Kontrwywiadu Wojskowego.
- W centralnej części Iwonicza-Zdroju znajduje się pomnik Wojciecha Oczki i plac jego imienia.
- W Wałbrzychu, w dzielnicy Stary Zdrój, jest ulica dr. Wojciecha Oczki.
- Na ścianie domu przy ul. Piwnej w Warszawie – w miejscu, gdzie mieszkał, wmurowano poświęconą mu tablicę pamiątkową. Oczko mieszkał też w Kamienicy Jeleniowskiej przy Rynku Starego Miasta.
- Imię Wojciecha Oczki noszą szpitale w Bełżycach, Przasnyszu i Strzelinie.
- W serialach „Na dobre i na złe” oraz „Na sygnale” emitowanych przez TVP, szpital w Leśnej Górze nosi imię W. Oczki
- Znaczek pocztowy o nominale 20 gr w latach 60 XX wieku, w serii znaczków polskich o sławnych polskich lekarzach[2].